# مارك مكدونالد
مارك مكدونالد (بالإنجليزية: Mark McDonald)‏ هو سياسي بريطاني، ولد في 7 يونيو 1980 في المملكة المتحدة. حزبياً، نشط في الحزب القومي الاسكتلندي.

## مناصب
- انتخب Member of the 5th Scottish Parliament ‏ عن دائرة Aberdeen Donside (Scottish Parliament constituency) [الإنجليزية]‏ وقد انضم خلال فترته النيابية (6 مارس 2018 – )  للكتلة البرلمانية مستقل.
- في 2013 Aberdeen Donside by-election [الإنجليزية]‏، انتخب عضو البرلمان الاسكتلندي الرابع ‏ عن دائرة Aberdeen Donside (Scottish Parliament constituency) [الإنجليزية]‏ وقد انضم خلال فترته النيابية [الإنجليزية]‏ (20 يونيو 2013 – 24 مارس 2016)  للكتلة البرلمانية الحزب القومي الاسكتلندي.
- في 2016 Scottish Parliament election [الإنجليزية]‏، انتخب Member of the 5th Scottish Parliament ‏ عن دائرة Aberdeen Donside (Scottish Parliament constituency) [الإنجليزية]‏ وقد انضم خلال فترته النيابية [الإنجليزية]‏ (5 مايو 2016 – 6 مارس 2018)  للكتلة البرلمانية الحزب القومي الاسكتلندي.
- في الانتخابات النيابية العمومية الاسكتلندية 2011 [الإنجليزية]‏، انتخب عضو البرلمان الاسكتلندي الرابع ‏ عن دائرة North East Scotland (Scottish Parliament electoral region) [الإنجليزية]‏ وقد انضم خلال فترته النيابية [الإنجليزية]‏ (5 مايو 2011 – 14 مايو 2013)  للكتلة البرلمانية الحزب القومي الاسكتلندي.